# エリア88 (アーケードゲーム)
『エリア88』（エリアはちじゅうはち、英題：U.N. Squadron）は、新谷かおるの漫画『エリア88』を題材とし、カプコンが開発、1989年に稼働開始したアーケード用横スクロールシューティングゲーム。キャッチコピーは「俺たちは地獄の悪魔と手をとった」であった。
シューティングゲーム初心者にも理解しやすいと評され、「第3回ゲーメスト大賞」（1989年度）にて大賞7位を受賞した本作は、後にホビーパソコンや家庭用ゲーム機などに移植された（#評価、#移植版）。

## ゲーム内容
中東のアスラン王国における政府軍傭兵部隊の戦闘機パイロットである主人公の風間真、ミッキー・サイモン、グレッグ・ゲイツのいずれかを操作し、「プロジェクト4」という組織を壊滅させることが目的。ゲームの進行上各ミッションにボスが必要なため、ステルス機、戦艦、空中要塞など原作版には登場しない兵器が登場する。
ステージは森林や砂漠、海上など様々なステージが存在する。ゲーム開始前には武器商人であるマッコイの元でアイテム（弾数制限があるミサイルや爆弾、バリアなど）を購入し、サキの命令（ここでミッションの内容が説明される）を受け出撃する。レベルアップ式のノーマルショットと、選択可能なアイテムを併用するシステムで、敵を撃破することと、ミッション達成ごとに報酬が支払われ、それによってアイテムを購入することができる。報酬の残額は最終的なスコアに影響するため、ハイスコアを狙う場合アイテムをできるだけ購入しないプレイが求められる。
キャラクターにはそれぞれ専用機体が用意されており、シンはF‐20、ミッキーはF‐14、グレッグはA‐10に搭乗する。グレッグは対空と対地の2方向に射撃できるがショットパワーが弱いため上級者向けとされる。シンはショットの範囲は狭いものの、連射装置付きであれば横に連なった状態でショットが撃てるため最も強いキャラクターとなっている。他のキャラクターにおいても連射装置があることで難易度は大幅に低くなる。
アーケード版ではライフゲージ制を採用しており、残機は存在しない。被弾するとライフゲージが減少するが、ミスとはならないためパワーアップ状態は継続される。またゲームオーバー後にコンティニューした際にも装備は継続されるため、初期装備から復活する必要性はない。なお、減少したライフゲージはステージクリア後に全回復する。

## ステージ構成
STAGE 1「油田基地」
STAGE 2「雷雲」
STAGE 3「森林要塞」
STAGE 4「砂漠」
STAGE 5「渓谷」
STAGE 6「洞窟」
STAGE 7「上昇」
STAGE 8「海上」
STAGE 9「兵器工場」
STAGE 10「プロジェクト4 巨大空中要塞」

## キャラクター
風間真
搭乗機体：F-20 タイガーシャーク
オート連射、ショットスピードが最も速い。SFC版ではショットのレベルが上がるのが早い。
ミッキー・サイモン
搭乗機体：F-14 トムキャット
連射スピードはF-20より劣るが、ショットの幅が最も大きい。SFC版では武器追加アイテムを取得した時の追加量が多い。
グレッグ・ゲイツ
搭乗機体：A-10 サンダーボルト
3機体の中で唯一通常ショット発射時、正面斜め下方向にも弾が発射されるが、ショットパワーは3機体中最低である。SFC版ではダメージを受けた時の危険状態が短い。
なお、ラウンド開始時にマッコイから購入できる弾数制限武器はラウンド毎に各機体専用武器が売られる場合がある。

## 移植版
| No. | タイトル               | 発売日                                 | 対応機種                                            | 開発元                 | 発売元    | メディア                          | 型式                   | 備考                                                      | 出典  |
| --- | ---------------------- | -------------------------------------- | --------------------------------------------------- | ---------------------- | --------- | --------------------------------- | ---------------------- | --------------------------------------------------------- | ----- |
| 1   | U.N. Squadron          | 1990年                                 | Amiga Amstrad CPC Atari ST コモドール64 ZX Spectrum | カプコンUSA            | U.S. Gold | フロッピーディスク                | -                      | コモドール64版は欧米、欧州で発売、Amiga版は欧米のみの発売 |       |
| 2   | エリア88 U.N. Squadron | 1991年7月26日 1991年9月 1992年12月10日 | スーパーファミコン                                  | カプコン第二企画制作課 | カプコン  | 8メガビットロムカセット           | SHVC-E8 SNS-E8 SNSP-E8 |                                                           |       |
| 3   | エリア88               | 2005年12月1日                          | FOMA900i、902i （iアプリ）                          | カプコン               | カプコン  | ダウンロード （カプコンパーティ） | -                      | アーケード版の移植                                        | [ 4 ] |
| 4   | エリア88               | 2006年8月1日                           | ボーダフォンライブ! （Vアプリ）                     | カプコン               | カプコン  | ダウンロード                      | -                      | アーケード版の移植                                        | [ 5 ] |
| 5   | エリア88               | 2006年8月24日                          | BREW対応機種 （EZアプリ）                           | カプコン               | カプコン  | ダウンロード （クラブ☆カプコン）  | -                      | アーケード版の移植                                        | [ 6 ] |

スーパーファミコン版
スーパーファミコン版では2人協力プレイが削除され、全員がゲーム開始時F‐8に搭乗している。ゲームシステムは、ステージセレクトを行うミッション選択型。アーケード版とは異なり、機体を購入することができ乗換えが可能なため、メンバーが搭乗したことが無い戦闘機や架空の戦闘機も設定されている。また、ダメージを受けるとライフゲージが点滅し、その状態（危険状態）で攻撃を受けると撃墜されるが、そのまま暫く攻撃を受けずにいれば点滅が止まってライフが減るという変則的なシステムになっている。ダメージが進行するとずっと危険状態であるが、その状態で回復アイテムを取得すると危険状態から脱出できる。「Easy」、「Normal」、「Hard」と裏技にてGamerの4段階に難易度選択が可能。

## スタッフ
アーケード版
- 企画：MAKO P、PARAZOLL SHONO（醤野貴至）、POO（船水紀孝）
- ディレクション：KIHAJI OKAMOTO（岡本吉起）
- キャラクター・デザイン：MANBOU SHINTANI（新谷さゆり）、GOKKUN KURATANI（倉谷栄治）、REKITE、UNICORN MAYUMI（たなべまゆみ）、TRAVELER KURAMOYAN（倉本幸代）、HOLIDAY KAKKUN（かくたゆかり）、HARU SAN、POWERFUL KONOMI、FUKUMOYAN（福本容子）、FEMME HANA
- スペシャル・サンクス：SATOCHIN、PERFORMER MASAKO（本間雅子）、OZBORN、KONITAN、PETS KOMATSU（小松多恵）、KINTA MATSUMOTO（まつもとひろし）
- 音楽：CHAN CHAKORIN（松前真奈美）
- ハード・デザイン：KUCCHAN（口野真司）
- プログラミング：BLBON、TAKEKO

スーパーファミコン版
- 企画：Hisashi "mx5" Yamamoto（山本尚司）
- プログラマー：Yoshito "LEO" Itoh（伊藤嘉人）、Masayuki "IMO" Akahori（赤堀雅行）、Noriko "COZY" Kojima（こじまのりこ）、Koji "YOSHILIM" Yoshida（吉田幸司）、Harunobu "IMG" Imagawa（いまがわはるのぶ）
- オブジェクト・デザイン：Masao "SAKSAN" Sakurai（さくらいまさお）、Mayumi "TUBE" Tanabe（たなべまゆみ）
- スクロール・デザイン：Miki "KIX" Kijima（木嶋美紀）、Yukari "KAKKUN" Kakuta（かくたゆかり）、Machako、Shizuyo "UCCHAN" Ukai（うかいしずよ）、Chiharu "SILKROAD" Akagi（あかぎちはる）
- サウンド・プログラミング：坂口由洋
- サウンド・デザイン：BULL（梶野俊夫）、MARI（山口真理）、IKE-BOMB（池田やすし）
- ベリー・スペシャル・サンクス：Kiyomi "KANEKON" Kaneko（金子清巳）、"BAMBOO"（竹中善則）、エリア88アーケードスタッフ
- スペシャル・サンクス：SUPER TOM-PON（富田直哉）、Iriko-Chan、MINORU（かぶたみのる）、HIDE（末吉英了）、NAKED、カプコンスタッフ

## 評価
アーケード版
- ゲーム誌『ゲーメスト』の企画「第3回ゲーメスト大賞」（1989年度）において大賞7位を獲得、その他にベストシューティング賞で1位、ベスト演出賞で8位、ベストグラフィック賞で10位、プレイヤー人気で10位、年間ヒットゲームで14位、ベストキャラクター賞ではミッキーが12位、風間真が17位を獲得した。
- ゲーメストムック『ザ・ベストゲーム』（1991年）において、『ゲーメスト』読者による全アーケードゲームを対象とした人気投票で第24位を獲得した。
- ゲーム本『甦る 20世紀アーケードゲーム大全 Vol.2 アクションゲーム・シューティングゲーム熟成期編』では、シューティングゲームの初心者にも理解しやすいシステムや難易度であると指摘し、「入門用に相応しいゲーム」であると肯定的に評価した。さらに原作に登場した敵が出現するなど演出面も好意的に捉えた上で「機会があればぜひ遊んで欲しいゲームである」と称賛した。

スーパーファミコン版
ゲーム誌『ファミコン通信』の「クロスレビュー」では合計28点（満40点）、『ファミリーコンピュータMagazine』の読者投票による「ゲーム通信簿」での評価は以下の通り、22.95点（満30点）となっている。この得点はスーパーファミコン全ソフトの中で48位（323本中、1993年時点）となっている。その他、『SUPER FAMICOM Magazine』1993年8月情報号特別付録の「スーパーファミコンオールカタログ'93」巻末に収録されている「部門別ベスト30」では、音楽・効果音30位を獲得している。
| 項目 | キャラクタ | 音楽 | 操作性 | 熱中度 | お買得度 | オリジナリティ | 総合  |
| 得点 | 3.90       | 3.92 | 3.89   | 3.89   | 3.65     | 3.69           | 22.95 |